# Вероника Марс (филм)
Вероника Марс (енгл. Veronica Mars) амерички је филм из 2014. године у режији Роба Томаса. Наставак је истоимене телевизијске серије коју је такође створио Томас. Насловног лика тумачи Кристен Бел. Смештен девет година након догађаја у финалу серије, радња прати Веронику Марс која се враћа у свој родни град како би истражила смрт бивше другарице из разреда коју је наводно убио њен бивши дечко, Логан Еколс.
Премијерно је приказан 8. марта 2014. године на фестивалу South by Southwest, док је 14. марта пуштен у биоскопе у Сједињеним Америчким Државама. Добио је позитивне рецензије критичара и публике, који су посебно похвалили наступ Белове. Зарадио је 3,5 милиона долара у односу на буџет од 6 милиона. Успех филма је утицао на одлуку о наставку серије коју је приказивао Hulu.

## Радња
Нешто пре дипломирања на правном факултету, Вероника Марс је оставила градић Нептун и своје аматерске детективске дане у прошлости. За време интервјуа за посао у престижној правној компанији, Веронику позове бивши дечко Логан, који је оптужен за убиство. Она се враћа у Нептун како би му помогла у проналаску адекватног адвоката, али када јој се учини да Логанов случај није добро схваћен ни вођен, Вероника се опет врати животу који је мислила да је оставила за собом.

## Улоге
| Глумац           | Улога                |
| ---------------- | -------------------- |
| Кристен Бел      | Вероника Марс        |
| Џејсон Доринг    | Логан Еколс          |
| Кристен Ритер    | Џија Гудман          |
| Рајан Хансен     | Дик Касабланкас      |
| Франсис Капра    | Вивл                 |
| Перси Дагс III      | Волас Фенел          |
| Крис Лоуел       | Пиз                  |
| Тина Мајорино    | Мак                  |
| Енрико Колантони | Кит Марс             |
| Габи Хофман      | Руби Џетсон          |
| Џери О’Конел     | Ден Ламб             |
| Брендон Хилок    | Џери Сакс            |
| Мартин Стар      | Стју Коблер          |
| Кен Марино       | Вини ван Лоу         |
| Макс Гринфилд    | Лео Д’Амато          |
| Аманда Норет     | Медисон Синклер      |
| Даран Норис      | Клиф Макормак        |
| Андреа Естела    | Бони Девил           |
| Сем Хантингтон   | Лук Халдерман        |
| Двејн Данијелс   | директор Ван Клемонс |
| Џонатан Чеснер   | Корни                |
| Џесика Камачо    | Марта Васкез         |
| Кевин Шеридан    | Шон Фридрих          |
| Лиса Торнхил     | Селест Кејн          |
| Кристина Лакин   | Сузан Најт           |
| Џејми Ли Кертис  | Гејл Бакли           |